# سفارة السنغال لدى البحرين
سفارة السنغال لدى البحرين هي البعثة الدبلوماسية لجمهورية السنغال لدى مملكة البحرين، وتقع بالعاصمة المنامة.